# Голдман, Алберту
Алберту Голдман (порт. Alberto Goldman; 12 октября 1937, Сан-Паулу — 1 сентября 2019, Сан-Паулу) — бразильский государственный и политический деятель. В 2006 году был избран вице-губернатором штата Сан-Паулу вместе с губернатором Жозе Серрой. После отставки Жозе Серры стал губернатором Сан-Паулу 6 апреля 2010 года.

## Биография
Начал изучать инженерное дело в Политехнической школе Университета Сан-Паулу, когда ему было 18 лет. Когда в 1964 году в Бразилии произошел военный переворот, он был активистом «Бразильской коммунистической партии».
После распада «Бразильского демократического движения» в конце 1970-х годах, стал членом «Партии демократического движения Бразилии». Вернулся в «Бразильскую коммунистическую партию», но в 1987 году ушёл из нее в «Бразильское демократическое движение». С 1992 по 1994 год занимал должность министра транспорта во время президентства Итамара Франко.
Был исполняющим обязанности национального председателя и национального вице-председателя «Бразильской социал-демократической партии». Сменил сенатора Аэсио Невеса, который был кандидатом от партии в президентской гонке 2014 года.
После осложнений, вызванных операцией по лечению сердечно-сосудистых заболеваний, скончался 1 сентября 2019 года в больнице Сирио-Либанес в Сан-Паулу.